# Gora Petrova
Gora Petrova är ett berg i Antarktis. Det ligger i Västantarktis. Argentina, Chile och Storbritannien gör anspråk på området. Toppen på Gora Petrova är 981 meter över havet.
Terrängen runt Gora Petrova är kuperad.  Trakten är obefolkad. Det finns inga samhällen i närheten.